# Acacia leucoclada
Acacia leucoclada é uma espécie de leguminosa do gênero Acacia, pertencente à família Fabaceae.